# Denominación de Flamsteed
La denominación de Flamsteed es un sistema utilizado para designar a las distintas estrellas del firmamento. Similar a la denominación de Bayer, se distingue de esta por utilizar números en vez de letras griegas. A cada estrella se le asigna un número seguido del genitivo latino de la constelación en la cual se encuentra. La denominación de Flamsteed contuvo 2554 estrellas.

## Estructura y desarrollo
Al principio los números fueron adjudicados por ascensión recta creciente dentro de cada constelación, pero debido a la precesión de los equinoccios actualmente existen ciertas irregularidades. Este método para designar estrellas apareció por vez primera en una versión preliminar de la Historia Coelestis Britannica de John Flamsteed, publicada por Edmond Halley e Isaac Newton en 1712 sin la aprobación del propio Flamsteed. La versión final del catálogo de Flamsteed, publicado en 1725 después de su muerte, omitió cualquier denominación por números, y en su lugar empleaba una identificación descriptiva.
La denominación de Flamsteed ganó popularidad a lo largo del siglo XVIII, y se usa de forma general cuando no existe denominación de Bayer. Sin embargo, cuando para una estrella existe denominación de Bayer esta se usa de forma casi exclusiva; así, para la estrella Delta Serpentis (δ Serpentis), este será el nombre habitualmente utilizado y no 13 Serpentis.
Entre las principales estrellas habitualmente conocidas por su número de Flamsteed destacan 51 Pegasi (en donde se descubrió el primer planeta extrasolar), 61 Cygni (primera estrella —excluyendo el Sol— cuya distancia a la Tierra fue medida), 47 Ursae Majoris (enana amarilla con un sistema planetario) y 18 Scorpii (gemelo solar de características casi idénticas al Sol).
Hay ejemplos de estrellas que tienen denominaciones de Flamsteed en una constelación distinta a la que se encuentran actualmente —como los hay para denominaciones de Bayer—, debido a los compromisos que tuvieron que hacerse cuando se constituyeron los límites modernos de las constelaciones. Como ejemplo se puede señalar a 10 Ursae Majoris, situada hoy en la constelación de Lince. También hay que señalar que el catálogo de Flamsteed solo cubrió las estrellas visibles desde Gran Bretaña, y por tanto las estrellas de las constelaciones situadas muy al sur no tienen números de Flamsteed. Dos excepciones son el cúmulo globular 47 Tucanae y la estrella cercana 82 Eridani, aparecidas en un importante catálogo del hemisferio sur denominado Uranometria Argentina de Benjamin Apthorp Gould.
Algunas entradas en el catálogo de Flamsteed son erróneas. Por ejemplo, Flamsteed observó Urano en 1690, pero al no reconocerlo como planeta, figura en su catálogo como "34 Tauri".

## Versión póstuma

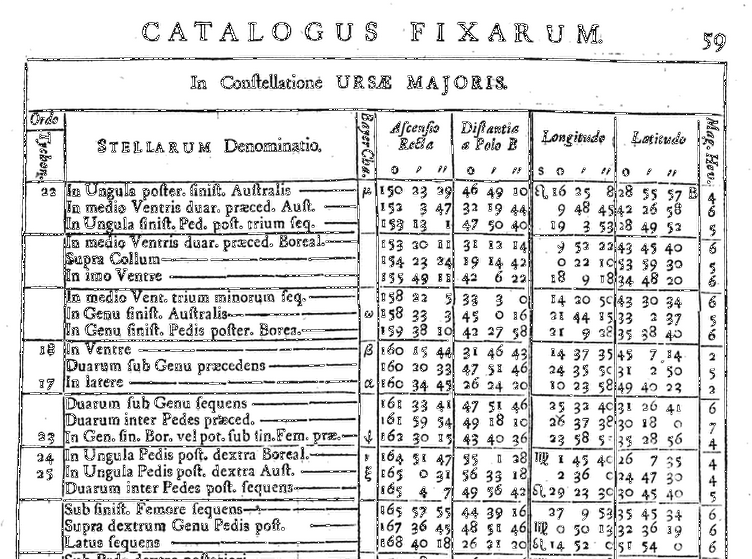
Ejemplo del catálogo póstumo de Flamsteed (1725 AD) donde se muestra la identificación descriptiva

La primera versión del catálogo fue publicada sin la autorización de Flamsteed, en 1712. Esa versión empleaba la ascensión recta para identificar unívocamente cada estrella, con los problemas ya señalados. En su versión póstuma, Flamsteed empleaba un sistema descriptivo para identificar cada estrella, indicando su lugar en la figura imaginaria de la constelación. Por ejemplo: "la que está entre los ojos de la Osa Mayor" o "En medio de la tripa". El catálogo póstumo, publicado en 1725, incluía equivalencias con la denominación de Bayer.